# Tullo Massarani
Tullo Massarani, född den 3 februari 1826 i Mantua, död den 3 augusti 1905 i Milano, var en italiensk skriftställare.
Massarani idkade juridiska och litterära studier, varjämte han ägnade sig åt målarkonsten. Han deltog med iver i 1848 års nationella rörelse och var 1852 invecklad i Mazzinis sammansvärjning. Åren 1860–1867 satt han i parlamentet och var länge medlem av Milanos municipalråd. Vid världsutställningen i Paris 1878 var han ordförande i den internationella juryn för konstavdelningen. I åtskilliga skrifter sökte Massarani främja ett gott förstånd mellan Italien och Tyskland i avseende på politik, litteratur och konst. Skriften Enrico Heine ed il movimento letterario in Germania (1857) gav upphov åt den Heinebeundran, som sedan blev så stark i Italien. Bland Massaranis övriga arbeten kan anföras L'idea italiana attraverso i tempi (1850), Studii di letteratura e d'arte (1873), Studii di politica e di storia (1875), L'arte a Parigi (1879), Sermoni e rime (1880), Carlo Tenca e il pensiero civile (1886) och ett stort arbete om den satiriska diktningen, Storia e fisiologia dell'arte di ridere (1900–1902).